# 大沼直紀
大沼 直紀（おおぬま なおき、1942年1月12日 - ）は日本の教育学者。博士（医学）、国立大学法人筑波技術大学名誉教授・元学長、東京大学先端科学技術研究センター元客員教授　聴覚障害学の第一人者、宮城県出身。

## 学歴
- 1961年（昭和36年）3月 宮城県古川高等学校 卒業
- 1965年（昭和40年）3月 東北大学教育学部特殊教育学科 卒業[2]
- 1980年（昭和55年）6月 セントルイス・ワシントン大学医学部附属・中央聾研究所(Central Institute for the Deaf) 研究生（1981年（昭和56年）6月まで）[3]
- 1994年（平成6年）10月 博士（医学）（昭和大学[3]乙第1482号）

## 職歴
- 1965年（昭和40年）4月 宮城県立聾学校 教諭[2]
- 1984年（昭和59年）4月 国立特殊教育総合研究所聴覚･言語障害教育研究部難聴教育研究室 研究室長[3]
- 1988年（昭和63年）4月 筑波技術短期大学教育方法開発センター 教授（平成15年3月まで）[3]
- 1998年（平成10年）4月 筑波技術短期大学 聴覚部長[2]（聴覚障害教育主事）（平成14年3月まで）
- 2003年（平成15年）4月 筑波技術短期大学 学長[2]
- 2004年（平成16年）4月 国立大学法人筑波技術短期大学 学長[2]
- 2005年（平成17年）10月 国立大学法人筑波技術大学 学長[3]
- 2009年（平成21年）4月 独立行政法人国立特別支援教育総合研究所 監事（平成23年3月まで）
- 平成21年4月 国立大学法人東京大学先端科学技術研究センター 客員研究員
- 平成21年10月 国立大学法人東京大学先端科学技術研究センター 客員教授
- 2012年（平成24年）10月 国立大学法人東京大学先端科学技術研究センター 特任研究員
- 2020年（令和2年）8月　一般財団法人日本財団電話リレーサービス理事長

## 教育活動
- 1965年（昭和40年）4月～1984年（昭和59年）3月：宮城県立聾学校において、高等部から幼稚部までの教育を18年間担当した。特に聴覚補償センターと、難聴発見後の0歳児とその親のための「乳幼児教室」を開設し、地方都市における聾学校の早期教育相談のモデルを提示し実践した。
- 昭和59年4月～1988年（昭和63年）3月： 全国の聾・難聴児の教育機関を訪れ専門家や親への指導助言を行った。国立特殊教育総合研究所、宮城教育大学、福岡教育大学、広島大学、東北大学、筑波大学において、障害児教育を専攻する学生および内地留学教員に対し聴覚障害学の講義を担当した。
- 昭和63年4月～2003年（平成15年）3月 筑波技術短期大学において、聴覚部の第1期から第14期入学生全ての聴覚障害学の授業を担当した。特に、聴覚障害学生が自らの聴覚と補聴器を評価・管理できるようにするシステムと実習プログラムを開発し、その成果は全国の聴覚障害教育機関に広まり活用された[2]。
- 平成15年4月～2009年（平成21年）3月 筑波技術短期大学の学長として環境の整備をすすめ[2]、日本聴覚障害学生高等教育支援ネットワーク（PEPNet-Japan）を構築し、日本の障害者の高等教育進学の意欲と可能性を全国に啓発した。短期大学の4年制大学化（筑波技術大学）を実現し、さらに聴覚・視覚障害者のための大学院設置に向けて準備した。
- 平成21年4月～2012年9月 東京大学先端科学技術研究センターの客員教授として[4]、障害者のバリアフリーを教育オーディオロジーの観点から検討する授業や公開講座を担当した。福島智研究室に聴覚障害児を持つ家族のための相談部門を開設し聴覚補償・情報保障にかかわる教育相談を担当した。

## 研究活動
- 1992年（平成4年）4月 電子情報通信学会 教育工学研究委員会 専門委員（平成9年3月まで）[2]
- 1995年（平成7年）10月 日本聴覚医学会 評議員（現在に至る）[2]
- 1996年（平成8年）4月 郵政省通信総合研究所 客員研究官（平成12年3月まで）[2]
- 1998年（平成10年）4月 日本聴覚医学会補聴研究会 世話人（現在に至る）
- 2001年（平成13年）3月 日本音響学会2001年春季大会実行委員
- 平成13年4月 日本特殊教育学会 学会誌編集委員
- 2004年（平成16年）2月 日本教育オーディオロジー研究会会長（現在に至る）
- 2007年（平成19年）4月 厚生労働省戦略研究（感覚器障害）運営委員（平成24年3月まで）

## 社会活動
- 1987年（昭和62年）4月 文部省聾学校中学部国語（言語編）教科書指導書 編集協力者
- 1992年（平成4年）4月 文部省聴覚障害教育の手引 聴覚を活用する指導 編集協力者
- 1989年（平成元年）4月 財団法人テクノエイド協会 補聴器部会委員
- 1996年（平成8年4月） 郵政省電気技術審議会 補聴援助電波分科会 委員（平成9年3月まで）[2]
- 2000年（平成12年）4月 聴覚障害教育国際会議国内委員会 委員長（現在に至る）
- 2001年（平成13年）3月 聴覚障害者のための国際大学連合（PEN-International）日本代表[3]（平成21年3月まで）[2]
- 平成13年4月 東京都目黒区教育委員会難聴学級専門医（平成15年3月まで）[2]
- 平成13年8月 天津理工学院聾工科大学（中国）客員教授
- 2002年（平成14年）2月 国際協力事業団タイ国障害者支援分野青年海外協力隊員巡回指導調査員[2]
- 2003年（平成15年）2月 北京連合大学（中国）客員教授
- 平成15年4月 財団法人聴覚障害者教育福祉協会 評議員（現在に至る）
- 2004年（平成16年）4月 独立行政法人国立特殊教育総合研究所 運営委員（平成21年3月まで）
- 2005年（平成17年）10月 つくば市ユニバーサルデザイン基本方針策定プロジェクト代表（平成18年3月まで）
- 2006年（平成18年）4月 社団法人国立大学協会 国際交流委員会委員（平成21年3月まで）
- 平成18年6月 韓国ナザレ大学特殊教育学科 客員教授
- 平成18年10月 第9回アジア太平洋地域聴覚障害問題会議（APCD日本大会）・第40回全日本聾教育研究大会 実行委員長[3]
- 2007年（平成19年）8月 財団法人テクノエイド協会 補聴器協議会委員、認定補聴器専門店審査部会委員（現在に至る）
- 2009年（平成21年）1月 第1回障害学生支援に関する全国大学長会議 議長
- 平成21年4月 社会福祉法人聴力障害者情報文化センター 評議員（現在に至る）
- 平成21年4月 つくば市社会福祉協議会 理事
- 平成21年4月 厚労省委託事業・社会福祉法人聴力障害者情報文化センター要約筆記者養成等調査検討委員会 座長（平成22年3月まで）
- 平成21年8月 アジア太平洋地域聴覚障害問題会議（APCD）国際運営委員会 日本代表委員
- 2010年（平成22年）4月 厚労省委託事業・社会福祉法人聴力障害者情報文化センター要約筆記者指導者養成事業委員会 委員長（平成23年3月まで）
- 平成21年12月 つくば市教育委員会委員長
- 2017年（平成29年）4月 一般社団法人要約筆記者認定協会 理事長（～現在）
- 2020年（令和2年）8月 一般財団法人日本財団電話リレーサービス 理事長（～現在）